# Iris Yassmin Barrios Aguilar (thẩm phán)

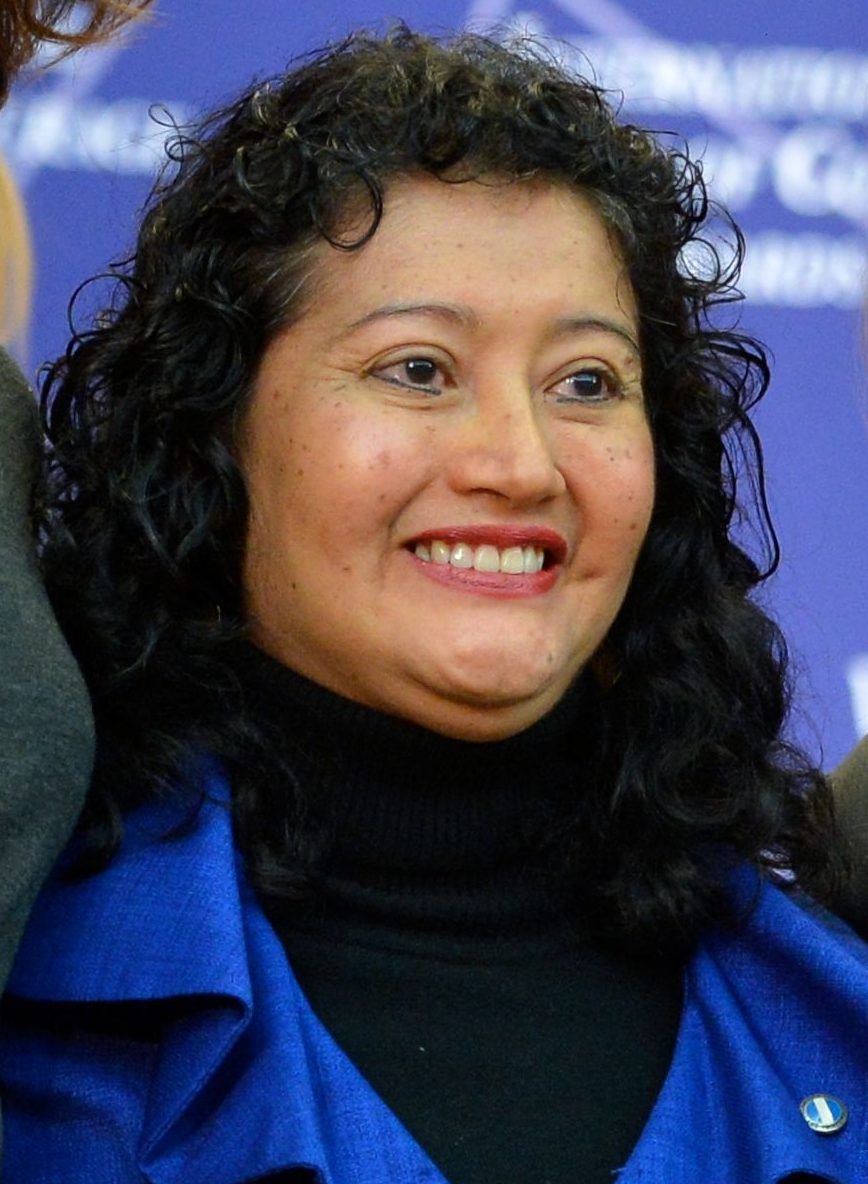
Iris Yassmin Barrios

Iris Yassmin Barrios Aguilar là một thẩm phán kiêm chức vụ Chủ tịch của một trong hai cấp Tòa án High Risk Court của Guatemala. Bà là thẩm phán, kiêm chủ tọa trong vụ án tai tiếng mang tên Efraín Ríos Montt, một nhà độc tài cũ của Guatemala. Trong phiên tòa này, Montt bị kết tội diệt chủng người Maya bản địa; Phán quyết được đưa ra vào năm 2013. Phiên tòa lần đầu tiên được xét xử bởi một Cơ quan tư pháp quốc gia Guatemala đối với một cựu nguyên thủ quốc gia về tội diệt chủng tại quê hương của nữ thẩm phán này. Tuy nhiên, đến ngày 20 tháng 05 năm 2013, Tòa án Hiến pháp của Guatemala lật ngược bản án, phản bác tất cả các thủ tục tố tụng đến 10 tháng 04 và ra lệnh rằng cuộc xét xử phải được "thiết lập lại" đến thời điểm đó, trong khi chờ một tranh tụng về Recusal của thẩm phán. Các quan chức đã nói rằng phiên tòa của Ríos Montt sẽ tiếp tục vào tháng 01 năm 2015.
Barrios đã nhận được giải thưởng Phụ nữ can đảm quốc tế vào năm 2014. Phần thưởng xứng đáng cho sự dũng cảm của bà, trong tư cách là một chủ tọa, kiêm thẩm phán của Tòa quốc gia.
Kể từ tháng 04 năm 2014, cơ quan Tư pháp mà cô làm việc đã bị đình chỉ trong một năm do các khiếu nại chống lại chính cô bởi một luật sư có liên quan đến phiên tòa xét xử Efraín Ríos Montt.